# فاليري ليونتيف
فاليري ياكوفليفيش ليونتيف (الروسية: Валерий Яковлевич Леонтьев) (19 مارس 1949- في أوسينسك) هو مغن وممثل روسي.

## وصلات خارجية
- الموقع الرسمي
- فاليري ليونتيف على موقع IMDb (الإنجليزية)
- فاليري ليونتيف على موقع ميوزك برينز (الإنجليزية)
- فاليري ليونتيف على موقع ديسكوغز (الإنجليزية)
- فاليري ليونتيف على موقع قاعدة بيانات الفيلم (الإنجليزية)
- Valery Leontiev نسخة محفوظة 27 يونيو 2015 على موقع واي باك مشين. at MTV
- Valery Leontiev التسجيلات من ديسكاغز.كوم
- Valery Leontiev at iTunes
- Fan club Deltaplan
- Fan club Augustine
- Fan club Tuner
- Fan club Nameless planet